# Twann
Twann är en ort i kommunen Twann-Tüscherz i kantonen Bern, Schweiz.
Twann var tidigare en självständig kommun, men 1 januari 2010 bildades kommunen Twann-Tüscherz genom en sammanslagning av kommunerna Twann och Tüscherz-Alfermée.